# Милојева и Срндакова буна
Милојева и Срндакова буна (нишка буна, или лесковачка буна, Милојева буна, Срндакова и Чавдарова размирица, бојаџијска размирица, власотиначки бозгун) означава устанак 1841. Спада међу три најзнаменитија догађаја у националној историји српског народа данашње југоисточне Србије 19. века поред Првог и Другог српског устанка и ослобођења од вековне турске власти у српско-турском рату 1877-1878. године.
Овај устанак је, иако неуспешан, био само наставак поновљеног великог покушаја из времена првог српског устанка, почев у ствари од 1805, када се покушавало такође, са великим прегнућима и у вишегодишњим оружаним борбама, да дође до слободе и овог дела Србије, што ће коначно успети непуне четири деценије касније у српско-турском рату 1877-1878.

## Догађаји који су претходили устанку
Проглашење Гилханског хатишерифа 1839. године, тешко је озлоједило Турке по унутрашњости царевине, а нарочито у пограничним крајевима према Аустрији, Црној Гори и Србији. У првом реду против Хатишерифа је устао феудални ред бегова и спахија, и бројна улема. Али подстакнути феудалном господом којој су се одузимали дотадашњи тимари и зијамети а улемом која је устала у одбрани шеријата и старих установа турске државе, муслиманске масе народа схватиле су увођење танзимата као погубно и за сам свој опстанак. Антиреформаторска пропаганда у ширим слојевима муслимана била је тако јако и тако подешена, и у Босни као и у Румелији, да су се за ново стање окривљавали хришћани тј. раја, ради које је како се говорило, и потекао читав реформски рад султана Махуда II и султана Абдула Меџида. Како је турска централна власт била немоћна, истовремено и неефикасна да контролише поступке провинцијских чиновника то је у многим областима царства анархија узимала маха а прогони немуслиманског становништва имали драстичне размере.
На територији Нишког санџака, који су сачињавали ранији Нишки и Лесковачки пашалук, управљао је Мустафа Сабри-паша, човек неписмен, суров и велики непријатељ хришћана. Његов негативан пример деловао је и на његове потчињене органе.
Као непосредни повод устанку наводили су се превелики турски зулуми и пљачкање нарочито сеоског становништва, што се све стављало на терет тадашњем нишком гувернеру Мустафа Сабри-паши и његовом управном апарату.

## Територија обухваћена устанком
Устанак је обухватио нишки, пиротски, врањски и топлички, а изван територије данашње Србије проширио се и на Кумановску нахију у правцу југа, а на истоку преко Старе планине на простор данашње Бугарске. Нишка, Лесковачка и Пиротска нахија представљале су главно подручје устанка. Ту су се налазили главни организациони центри, ту се српско становништво масовно подигло на оружје, а ту су се одиграле и све одлучујуће битке. На овим подручјима су се највише и осетиле последице пораза и слома услед веома окрутне и дуготрајне турске реакције. Због свега овога, овај велики народни устанак 1841. године задуго је остао дубоко урезан у свести и сећању бројних генерација становништва ових крајева, а успомене на ове знамените и тешке дане народне прошлости и данас се могу чути у самом епицентру најжешћег отпора: у Заплању и у нишким селима Доњем Матејевцу и Горњем Матејевцу и Каменици, и још понегде око Власотинца и у пиротском крају.

## Избијање устанка
Устанак је избио 6. односно 18. априла (по новом календару) 1841. године, на црквени празник Томину недељу. За центар устанка у нишком крају узима се село Каменица. Устанак је објавио угледни сеоски домаћин и трговац Милоје Јовановић, један од двојице ранијих коцабаша за Нишку нахију, организатор устанка, човек веома популаран у народу на ширем подручју Нишког ејалета. По претходном договору са предводницима из других предела и нахија, устанак је одмах избио и у већем делу Прокупачке нахије, у Пиротској нахији, у Лесковачкој нахији и у северном делу Врањске нахије. Као нахијски и помесни предводници устанка били су: Никола Срндаковић-Срндак из Горњег Душника у Заплању, Стојан Чавдар из Великог Крчимира у Заплању, Станко Атанацковић Бојаџија из Власотинца, поп Симон из Лесковца, поп Ђорђе Јанковић из Пољанице, Стаменко Ђокић из Јастрепца, села у Грделичкој клисури, Стојко Зиковић из  Горњег Матејевца,  Сава Божиновић из Врања, Младен Белопаланчанин, бивши буљубаша Карађорђев у Првом српском устанку, Јеленић у Пиротској нахији итд.
У подигнутим крајевима устаници су уништили или протерали све представнике турске власти, овладали су свим пограничним турским караулама на српској граници (према Сврљигу, на Грамади и на Јастрепцу) и ослободили сву територију преко Топлице и на десној обали Јужне Мораве: нишку котлину, Заплање, Белу Паланку, Темску и Висок, Коритницу, Лужницу, Власотинце, Црну Траву, Власину, Грделичку клисуру, затим Добрич, доњу Јабланицу, лесковачко Поречје, Пољаницу, Масурицу и делове врањске Пчиње и Знепоља (даље у Бугарској, устанак се распламсао у Загорју са Белоградчиком и Берковицом, и на целу видинску и ломпаланачку нахију. Услед оваквог, скоро јединственог настанка и развоја устанка, нишка Тврђава се нашла опкољеном, Лесковац је био одсечен, а Пирот непосредно угрожен. На овако пространој територији на оружје се дигло око 18-20.000 људи.

## Слом устанка
У првих неколико дана, пошто је избио, устанак је био успешан. Он је, међутим, кратко трајао. Избио је пре раније договореног времена, него што су то устаничке вође обећале српској влади. Кнез Михаило, млад и неискусан, затечен изненадним устанком, објавио је неутралност Кнежевине Србије посебном Прокламацијом, очекујући притом даљи развој догађаја и могуће посредовање руске владе. У сваком случају рачунало се на дуготрајније деловање устанка.
На позив Мустафа Сабри-паше, опкољеном Нишу, кренули су у помоћ најпре башибозучке дружине Арбанаса из Топлице и горње Јабланице, убрзо и коњички одреди врањског и приштинског паше, а Порта је наредила и видинском и скопљанском паши да крену на побуњенике свога подручја, а затим и на Ниш. Сам сераскер (главни заповедник) румелијске низамске војске Јакуб-паша наредио је покрет већих скупина артиљерије, коњице и пешадије. Али пре него што је турска редовна војска, низам, дошла пред надирањем арбанашких башибозука долинама Јабланице и Топлице, а врањског паше долинама Ветернице и Јужне Мораве, устаници су били потучени у неколико већих и мањих бојева битака. До правих битака дошло је пред Власотинцем, где је било окупљено три хиљаде устаника, затим код Еминове Кутине у Заплању, најзад у Каменици где је - после веома снажног отпора - погинуо Милоје Јовановић са бројним браниоцима.
У покореним крајевима, нарочито у пределима организованог отпора и већих турских погибија, Турци су завели веома окрутне одмазде, прогоне, пљачке и убистава, посебно одвођење у ропство стотине жена и деце. Тада су била спаљена или порушена, пошто су најпре била опљачкана, 224 села а преко 11.000 лица пребегло је преко границе у Србију, са великим бројем крупне и ситне стоке и вреднијим покућством. Тада су Турци покушали да силом врате избеглице али су српске оружане снаге чврсто запоселе границу, прихвативши избегло становништво. У Србију је пребегао и велики број устаничких вођа и других угледних народних представника.